# Тисовицька сільська рада
Тисовицька сільська рада — орган місцевого самоврядування у Старосамбірському районі Львівської області. Адміністративний центр — село Тисовиця.

## Загальні відомості
Тисовицька сільська рада утворена в 1992 році. Водоймища на території, підпорядкованій даній раді: річка Дністер.

## Населені пункти
Сільській раді підпорядковані населені пункти:
- с. Тисовиця

## Склад ради
Рада складається з 16 депутатів та голови.

### Керівний склад попередніх скликань
| ПІБ                   | Основні відомості                                                               | Дата обрання | Дата звільнення |
| --------------------- | ------------------------------------------------------------------------------- | ------------ | --------------- |
| Чигис Микола Іванович | Сільський голова, 1960 року народження, освіта середня спеціальна               | 26.03.2006   | 31.10.2010      |
| Чигис Микола Іванович | Сільський голова, 1960 року народження, освіта середня спеціальна, безпартійний | 31.10.2010   |                 |

Примітка: таблиця складена за даними джерела